# Philodromus lugens
Philodromus lugens là một loài nhện trong họ Philodromidae.
Loài này thuộc chi Philodromus. Philodromus lugens được Octavius Pickard-Cambridge miêu tả năm 1876.